# 南昌地铁
南昌地铁，是服务于中华人民共和国江西省南昌市的轨道交通系统，由南昌轨道交通集团有限公司负责承建及运营，其首条线路于2009年7月29日動工，于2015年12月26日开通运营。
截止2021年12月，南昌地铁共有4条运营线路，共有112座运营车站（9座换乘站不重复计算），线路总长160.2千米。目前已開通的線路覆盖了南昌五区一县以及三个行政管理区。

## 运营线路
| 线路名 | 线路名 | 首段開通日期   | 最近延伸日期  | 起訖站            | 车站总数 | 线路长度 （千米） | 车辆编组 |
| ------ | ------ | -------------- | ------------- | ----------------- | -------- | ----------------- | -------- |
|        | 1号线  | 2015年12月26日 | 2025年6月28日 | 昌北機場—麻丘     | 34       | 50.13             | 6B       |
|        | 2号线  | 2017年8月18日  | 2025年6月28日 | 南路— 南昌東站    | 37       | 45.1              | 6B       |
|        | 3号线  | 2020年12月26日 |               | 銀三角北—京東大道 | 22       | 26.5              | 6B       |
|        | 4号线  | 2021年12月26日 |               | 魚尾洲—白馬山     | 32       | 43.2              | 6B       |

## 历史

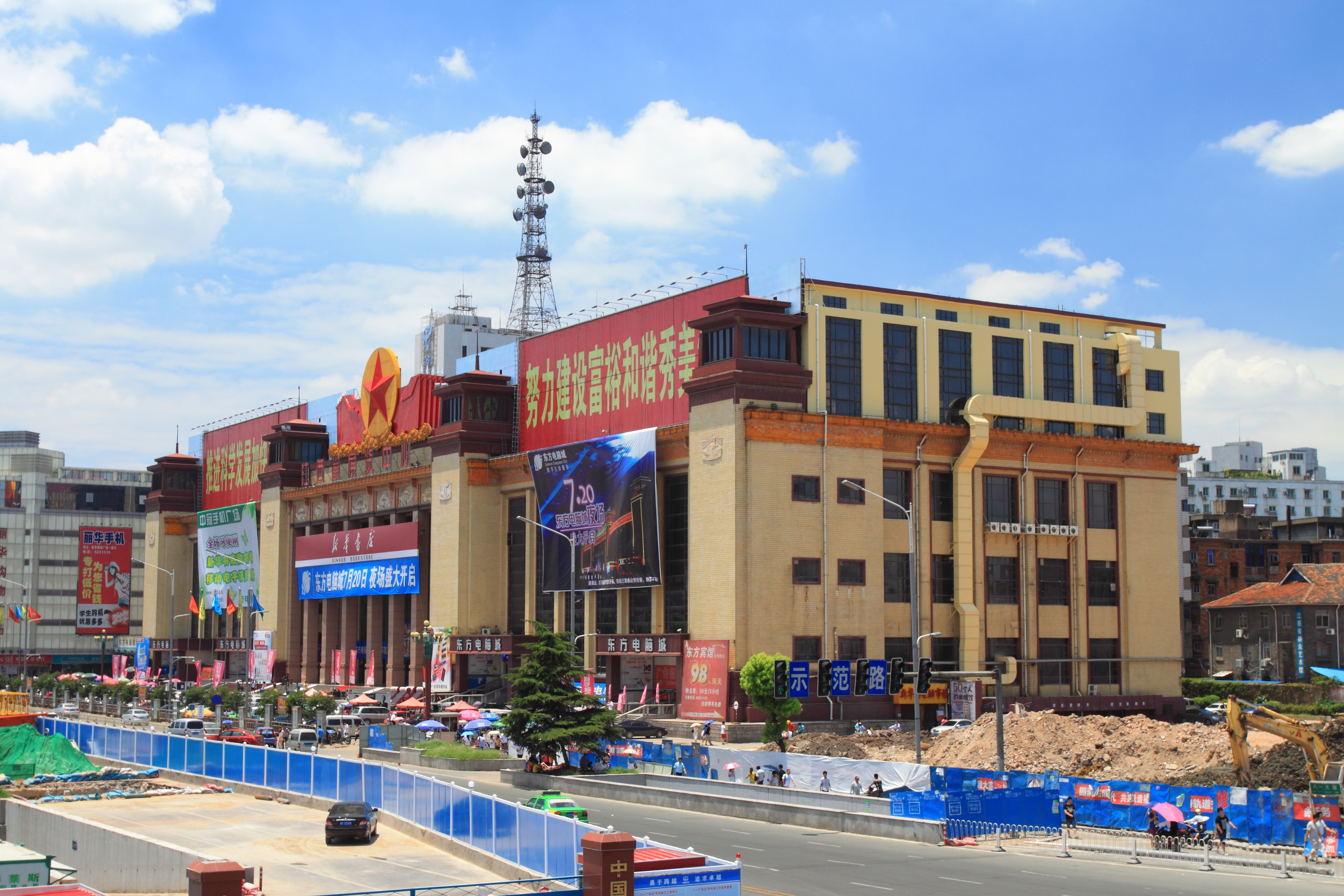
因修建地铁1号线，八一广场西侧的新华书店被整体爆破拆除（现已按原样重建）

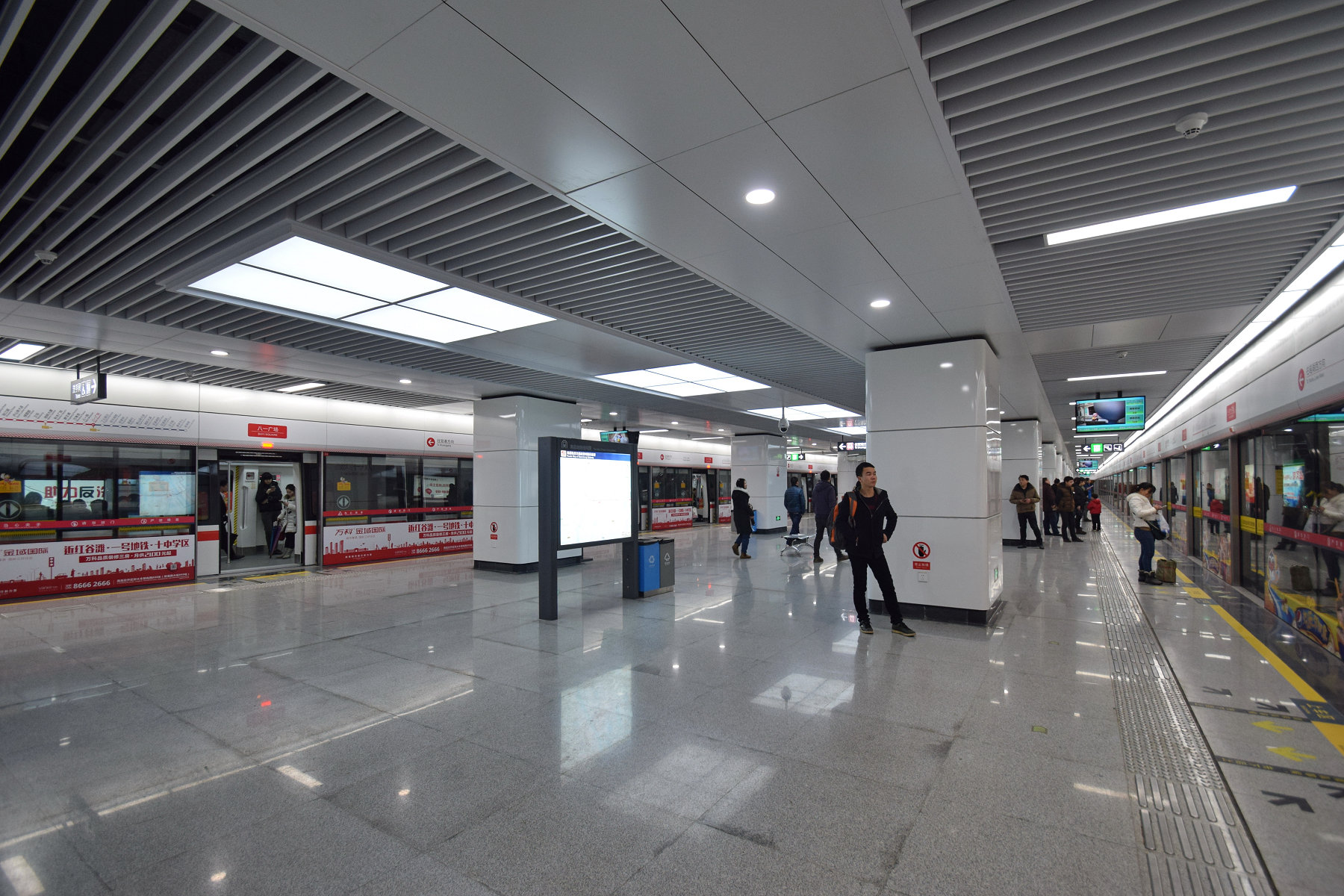
開通後的八一广场站

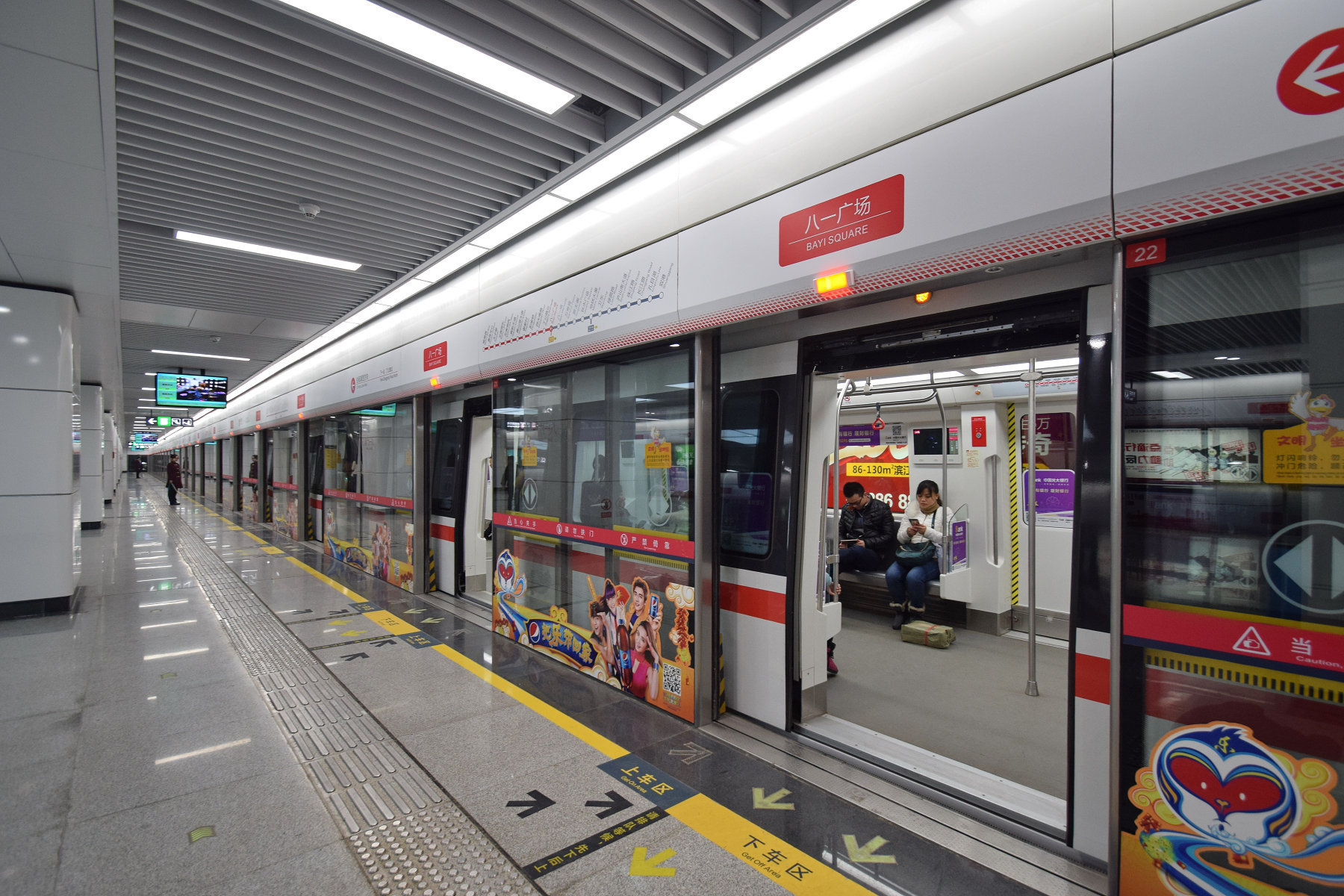
南昌地鐵1號線列車

### 2008年以前：最初规划
21世纪初南昌开始筹备建设城市轨道交通，2003年3月有新闻报道提到南昌需考虑建设轻轨，随后四月份的报道提及当前规划1号线，该线将通过红谷滩、火车站、顺外路、艾溪湖东侧以及望城（或红角洲），在年末通过的《2003～2020年南昌城市总体规划》中规划5条轻轨线路。2004年初政协委员余木来建议南昌当局应该开始规划地铁以预留空间，4月份经济晚报指出南昌建设地铁的四大问题，6月份相关的报道显示规划工作已经在考虑轨道交通的预留空间。2005年8月江西省发改委和南昌市政府均回应建设地铁的问题，南昌市政府考虑将轻轨、地铁建设计划列入“十一五”的规划储备项目，同年11月时南昌轨道交通初定规划4条地铁和1轻轨。2006年南昌市开始轨道交通建设的研究，2007年下半年开始轨道交通建设的前期研究工作，同年10月南昌市快速轨道交通建设领导小组成立，2008年7月30日南昌市地铁筹建小组召开了第一次会议，南昌的地铁建设被列入政府重要议程。

### 2008－2013：申报和建设
2008年初国家发改委提交给国务院的建议批复轨道交通建设规划没有南昌，在江西省政府的努力下南昌被批准为建设地铁的城市；2008年9月南昌开始组建地铁公司，随后地铁公司的标志定下，并最终于2008年10月16日南昌轨道交通有限公司正式揭牌；同时9月15日开始公示5条线路的规划。2009年7月国务院批准《南昌市城市轨道交通近期建设规划(2009-2016年)》，随后2009年7月29日南昌城市快速轨道交通工程开工奠基，在同日的新闻发布会公布了规划的5条线路的详细走向以及建设计划，其中1号线和2号线计划在2016年通车而3号线则计划在2020年通车另外两条线路则根据工程进度来决定开工时期，然而在2013年4月政府计划将5条线路的规划最晚于2014年获得审批，并在2015年后全部开建并计划规划6到10号线用于对线网加密线以及规划环线地铁。

### 2014-2021：第二期建设 开始运营
在南昌政府2013年4月份表态之后于2013年5月31日公布三套第二轮建设的方案，定于2014到2020年之间建设，最终决定折中选择中间一套方案 该方案计划根据《南昌市城市快速轨道交通建设规划（2014-2020）》于2014年开始2号线两端延伸，2016年开始1号线两端延伸，最快2014年9月开始3号线土建，于2015年9月开始4号线土建；于此同时在2013年5月15日国务院决定将轨道交通建设的相关行政审批项目权限下放到省级。
2014年1月23日3、4号线优化调整规划批前公示，3号线和4号线进行较大调整；随后3月21日公示了《南昌市城市快速轨道交通建设规划（2014-2020）环评》；5月11日完成对《南昌市轨道交通近期建设规划(2014—2020年)》评审将报国家发改委批复。
2015年5月5日《南昌市城市轨道交通第二期建设规划(2015-2021)》得到国家发改委批复
南昌地铁1号线于2015年12月26日开通运营。
2018年11月，南昌市公布了《南昌市城市轨道交通第二期建设规划调整（2020-2025）》的方案，本次方案对1、2号线延伸进行了调整。4月2日公布《南昌市城市轨道交通第二期建设规划调整（2020-2025）》环评公众意见征询，5月规划局公示。2020年11月24日，国家发改委批复了关于调整南昌市城市轨道交通第二期建设规划方案。
2017年8月18日，南昌地铁2号线首通段（地铁大厦-南路、全长19.63公里，设站17座）开通；线网总里程为48.4公里。
2号线后通段（地铁大厦-辛家庵，全长11.88公里，设站11座）于2019年6月30日通车；线网总里程为60.3公里。
2020年12月26日3号线建成通车试运营；线网总里程为88.8公里。
2021年12月26日4号线通车运营；线网总里程为128.5公里。

### 2022-至今：第二轮规划
2022年7月16日《南昌市第二轮城市轨道交通线网规划》规划批前公示。
2022年11月29日《南昌市第二轮城市轨道交通线网规划》批后公布。
2024年8月5日《南昌市城市轨道交通第三期建设规划（2024-2029）》公示。
2025年6月28日，1號線北延伸、東延伸與2號線東延伸通車營運。
至此从2009年7月29日1号线动工到2025年6月28日1号线2号线二期延申通车，南昌地铁正式进入无批复可建新线的状态，而在全国发改委也长期未批复新的建设规划。

### 其它
地铁公司的标志早在2008年9月定下，但是在2011年11月重新向社会征集，新的标志最终于2012年8月3日公布；然而2014年6月官网以及官方微博陆续更换为白心红底的标志，2014年11月25日标志视觉识别系统正式发布。
线路的识别色等主题设计则在2012年4月公布3中主题方案进行寻求意见，随着2014年11月25日标志的发布也一并确定，使用中国美术学院风景建筑设计研究院设计的方案二。而单程票的类型也于2012年底对公众征求意见并最终确定将使用筹码式。
2014年4月21日征集地铁吉祥物名字。名为“鹭鹭”的外形方案公开投票。

## 规划建设

### 早期规划
2003年亦有南昌轨道交通规划消息，当时传出的1号线大致走向和后来网传的5线规划版本的1号线基本一致，这一版规划也和之后2008年版一期规划有许多相似之处。

### 一期2008-2016
2008年首次公示的第一版正式规划，共5条线路，线网总长163km。其中近期（2016年）建设1号线一期工程和2号线一期，总长度50km。2020年由1号线，2号线，3号线组成线网70km规模，全网线路总长约163km。
2009年7月国务院批准《南昌市城市轨道交通近期建设规划(2009-2016年)》，其近期规划（2016年）通过。
| 一期规划(2009-2016年) | 一期规划(2009-2016年) | 一期规划(2009-2016年) | 一期规划(2009-2016年)            | 一期规划(2009-2016年) | 一期规划(2009-2016年) | 一期规划(2009-2016年) | 一期规划(2009-2016年) |
| 线路名                | 起讫点                | 车站总数              | 线路长度（千米）                 | 规划批复              | 建设期                | 建设状态              | 走向 |
| --------------------- | --------------------- | --------------------- | -------------------------------- | --------------------- | --------------------- | --------------------- | --- |
| 1 号线                |                       | 22                    | 28km 地下线25.3km，高架线：2.7km | 上报批复通过          | 2009-2016             | 2009-2015 完工通车    | 起点自双港大道与铁路老昌北支线交汇处，沿规划路——丰和北大道——卫东大道——世贸路——过赣江——中山路——北京路——紫阳大道——近期工程终点瑶湖西侧的奥体中心站     |
| 2号线                 |                       | 19                    | 22.5km均为地下线                 | 上报批复通过          | 2009-2016             | 2013-2019 完工通车    | 起自高速客运西站，经国际体育中心，沿红谷南大道——丰和大道——红谷中大道——过赣江——阳明路——八一大道——站前路——穿南昌火车站——洛阳路——近期工程终点洪都大道站 |
| 3号线                 |                       | 18                    | 20km                             | 2020年 非本次上报     | 2020年 非本次上报     | 2020年 非本次上报     | 青山路、八一大道、叠山路、象山路、象山南路、绳金塔街、十字街、京山北路、迎宾大道、至莲塘                                                             |
| 1号线                 |                       | 25                    | 35km                             | 远景 非本次上报       | 远景 非本次上报       | 远景 非本次上报       | 昌九高速客运西站、乐化、蛟桥、丰和北大道、丰和二路、世贸路、中山西路、中山路、八一广场、北京路、瑶湖大道                                             |
| 2号线                 |                       | 35                    | 39km                             | 远景 非本次上报       | 远景 非本次上报       | 远景 非本次上报       | 望城、高速客运西站、站前北大道、红谷南大道、丰和大道、凤凰一路、阳明路、八一大道、洛阳路、南昌火车站、顺外路、上海路、广州路，至罗家镇。             |
| 3号线                 |                       | 24                    | 31km                             | 远景 非本次上报       | 远景 非本次上报       | 远景 非本次上报       | 瑶湖北、民丰路、丹霞路、青山路、八一大道、叠山路、象山路、象山南路、绳金塔街、十字街、京山北路、迎宾大道、至莲塘                                     |
| 4号线                 |                       | 19                    | 23km                             | 远景 非本次上报       | 远景 非本次上报       | 远景 非本次上报       | 高速客运西站、站前北大道、朝阳洲南、抚生路、洪城路、洪都大道、南京东路、上海路、国威路、火炬大道                                                     |
| 5号线                 |                       | 25                    | 34km                             | 远景 非本次上报       | 远景 非本次上报       | 远景 非本次上报       | 下罗地区、长堎大道、学府大道，红谷南大道、学府大道、朝阳大道、江铃西路、高新大道                                                                     |

一期规划建设的1号线在2009年动工2015年通车，2号线虽2013年动工但受限于老城区进度分段通车，首通段2017年通车，后通段2019年通车。

### 二期2014-2021
2023年1月公布2号线延长线选线方案对2号线和4号线进行较大调整。
- 2号线南延伸7.6公里，设地铁站8座
- 4号线承接原2号线西客站以西路段

2014年1月南昌市城乡规划局公布对3号线和4号线进行较大调整。
- 3号线青山路口站以北段成为4号线部分，3号线在此设二七北路站与之换乘后向东经过青山湖后承接原4号线东段
- 4号线在洪城路以北被分成三段做不同变动，原洪城路站以西段向北移动到桃苑大街、站前西路，4号线不经过洪城路站而改从绳金塔站与3号线换乘，彭家桥站、洪都中大道站等一段被取消，位于火炬大道部分成为3号线的一部分；在绳金塔站换乘后改为在京九铁路西侧往北在丁公路南站与2号线换乘，在丁公路北站与1号线换乘，在二七北路站与3号线换乘后承接原3号线北段

随后地铁建设方在3月公示了《南昌市城市快速轨道交通建设规划（2014-2020）环评》，将上报3号线、4号线一期、2号线二期和1号线二期
国家发改委2015年5月5日批复《南昌市城市轨道交通第二期建设规划(2015-2021)》，其中1号线北端延伸线被砍，其余规划通过。中心城区城市轨道交通线网由5条线路组成，总长约197.9公里。
| 二期规划（2015～2021 年） | 二期规划（2015～2021 年） | 二期规划（2015～2021 年） | 二期规划（2015～2021 年）         | 二期规划（2015～2021 年） | 二期规划（2015～2021 年） | 二期规划（2015～2021 年） | 二期规划（2015～2021 年） |
| 线路名                    | 起讫点                    | 车站总数                  | 线路长度（千米）                  | 规划批复                  | 建设期                    | 建设状态                  | 走向 |
| ------------------------- | ------------------------- | ------------------------- | --------------------------------- | ------------------------- | ------------------------- | ------------------------- | --- |
| 1号线二期北伸             | 双港-昌北机场             | 6                         | 15.7km 地下线：4.7km 高架线：11km | 上报批复被砍              | 上报批复被砍              | 上报批复被砍              | 线路起自一期双港站，出站后北行至昌北大道，再转至老机场路，止于昌北机场 |
| 1号线二期东延             | 奥体中心站～麻丘站        | 2                         | 4.1km均为地下线                   | 上报批复通过              | 2018~2021                 | 未建设 二期调整后完工     | 线路起自一期奥体中心站，出站后于瑶湖大桥南侧下穿瑶湖，再沿新月路南侧绿化带走行，止于麻丘站 |
| 2号线二期西延             | 站前南大道站～南路村站    | 7                         | 8.5km均为地下线                   | 上报批复通过              | 2015~2018                 | 2015-2017 完工通车        | 线路起自一期的站前南广场站，沿规划绿化带 ~ 规划路 ~ 规划路 ~ 国体大道走行，止于生米镇南 |
| 2号线二期东延             | 辛家庵站～昌南大市场站    | 4                         | 4.7km均为地下线                   | 上报批复通过              | 2017~2020                 | 未建设 并变更             | 线路起自一期辛家庵站，沿规划上海南路路～广州东路至昌南大市场站 |
| 3号线                     | 莲塘站～京东大道站        | 22                        | 26.8km均为地下线                  | 上报批复通过              | 2015~2020                 | 2015-2020 完工通车        | 路起自南昌县的莲塘站，沿迎宾大道～京山北路～十字街～前进路～象山路～叠山路～青山路～二七北路～过青山湖～下穿省电力公司球场、绿地～下穿天水怡景花园小区～规划路～火炬大街走行，止于高新区的京东大道站 |
| 4号线                     | 望城站～火炬五路站        | 29                        | 38.2km 地下线：32.2 高架线：6     | 上报批复通过              | 2016~2021                 | 2017-2021 完工通车        | 沿江铃大道～恒望大道～学院南路～规划路～龙兴大街～过赣江～抚生路～桃苑大街～过抚河～金塔西街～天佑路～丁公路～省府东三路～贤士一路～青山路～民园路～火炬五路走行，止于京东大道                       |

二期上报建设的延伸线1号线二期北伸至昌北机场段被砍，而1号线东延和2号线东延批复后一直未推动建设，前者在二期调整规划调整中被保留并建设通车，而后者则改走解放路建设通车故原规划取消。此外3号线和4号线按照通建设期限完工通车。

### 二期调整2020-2025
2018年9月轨道交通集团表示由于第二期建设已完成投资不足70%，新一轮建设规划只能按照第二期建设规划调整的模式进行上报。
11月轨道交通集团公示第二期建设规划调整（2020-2025），2018年12月动工的昌景黄铁路明确了接入南昌铁路枢纽的位置南昌东站所在位置故本次方案对2号线东延段进行了调整以对接东站，同时将1号线北延机场段（二期被砍）和赣江新区段也放入。但是4月公布《南昌市城市轨道交通第二期建设规划调整（2020-2025）》环评公众意见征询中1号线北延赣江新区段被取消。
2019年5月规划局公示调整1号线北延和2号线东延调整新增线路。
2020年11月24日，国家发改委批复了《南昌市城市轨道交通第二期建设规划调整（2020-2025年）》，维持了包括1号线东延3号线4号线原批复规划，同时批准调整2号线东延和新增1号线北延。
| 二期调整规划（2020～2025 年） | 二期调整规划（2020～2025 年） | 二期调整规划（2020～2025 年） | 二期调整规划（2020～2025 年）          | 二期调整规划（2020～2025 年） | 二期调整规划（2020～2025 年）  | 二期调整规划（2020～2025 年） | 二期调整规划（2020～2025 年）                                         |
| 线路名                        | 起讫点                        | 车站总数                      | 线路长度（千米）                       | 规划批复                      | 建设期                         | 建设状态                      | 走向                                                                  |
| ----------------------------- | ----------------------------- | ----------------------------- | -------------------------------------- | ----------------------------- | ------------------------------ | ----------------------------- | --------------------------------------------------------------------- |
| 1号线二期北伸                 | 双港-昌北机场                 | 8                             | 16.62km 地下线：11.86km 高架线：3.23km | 上报批复通过                  | 2020~2025                      | 2021-2025 完工通车            | 双港站→庐山大道→昌北大道→经开大道→规划赣新大道→昌北机场               |
| 1号线二期东延                 | 奥体中心站～麻丘站            | 2                             | 4.1km均为地下线                        | 仍按原批复要求执行            | 2018~2025 实施期限顺延至2025年 | 2021-2025 完工通车            | 仍按《南昌市城市轨道交通第二期建设规划（2016-2021年）》原批复要求执行 |
| 2号线二期东延                 | 辛家庵站(不含)一南昌东站      | 9                             | 10.52km均为地下线                      | 上报批复通过                  | 2020~2025                      | 2021-2025 完工通车            | 辛家庵站→上海南路→解放西路→解放东路→创新大道→广州路→南昌东站          |

### 第二轮三期规划
第二轮规划在2019年亦有消息,其规划在2017年就已开始，受限于二期建设已完成投资不足70%第三期建设规划将暂停，先实施第二期建设规划调整，故2017版规划未正式公布。但2017版规划的换乘节点亦有预留，比如4号线观洲十字垂直换乘和民园路西的站厅连接换乘，二期调整通过后的2号线南昌东站也给2017版5号线7号线预留。
2021年新闻报道透露出的规划图较2017版有较大变动，更接近后续2022年正式公布版本。
2022年7月16日《南昌市第二轮城市轨道交通线网规划》规划批前公示。
2022年11月29日《南昌市第二轮城市轨道交通线网规划》批后公布。
2024年8月5日《南昌市城市轨道交通第三期建设规划（2024-2029）》公示。

## 设施

### 线网图
2015~2019年线网图主要以接近实际地形的形式标出，并标记处批复待建和建设中的线路。
2019~2021年，随着2号线后通段通车，现网图改成偏向示意图的形式，和实际地形差距较大车站之间的视觉距离缩小。
2021年通车4号线除了之前风格的版本，同时使用了新的风格版本方便阅读，对线路做了大量变形处理以保证每个车站之间距离基本一致。2025年延长线通车继续维持该风格。

### 建設中與规划中的线路

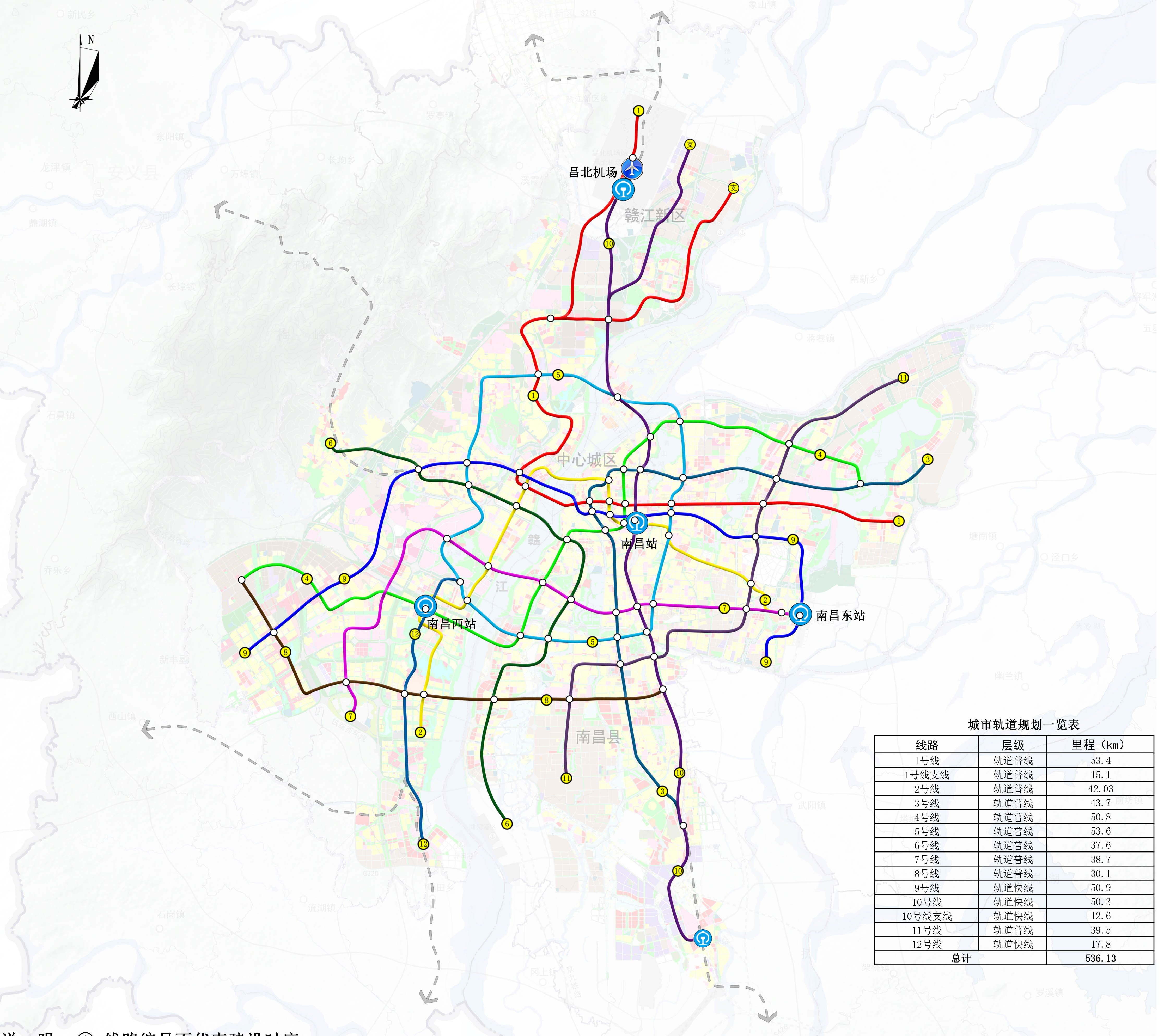
南昌市第二轮城市轨道交通线网规划（2022年11月29日公示）

南昌市城市轨道交通第三期建设规划（2024-2029）中規劃新建三條線路：3号线東延、5号线和6号线。三條線路均暫時在前期規劃階段。
| 线路名 | 线路名    | 起訖站            | 车站总数 | 线路长度 （千米） | 车辆编组 | 当前状态 | 计划通车时间 |
| ------ | --------- | ----------------- | -------- | ----------------- | -------- | -------- | ------------ |
|        | 3号线東延 | 京东大道—创新二路 | 2        | 3.1               | 6B       | 规划中   | 前期規劃     |
|        | 5号线     | 雙港—民園路西     | 33       | 45.3              |          | 规划中   | 前期規劃     |
|        | 6号线     | 湾里—南昌大桥东   | 14       | 17.5              |          | 规划中   | 前期規劃     |

### 车辆
南昌地铁所有路线均采用的车辆車型為B型車，車廂最大宽度2.8米，高3.5米，车身长20米，單向最大載客量可达每小时3至5.5萬人次。

### 车站设施
1号线的自动售票机带有红色风格，并支持一次性投入多个硬币；检票机采用门式闸机，乘客验票后门会自动打开。

## 运营

### 客流
| 日期       | 当日里程 | 客运量 （万人次） | 备注                |                         |
| ---------- | -------- | ----------------- | ------------------- | ----------------------- |
| 2015/12/26 | 28.8     | 24.7              | 上午10:58运营       | [ 119 ]                 |
| 2015/12/27 | 28.8     | 28.2              | 历史新高            | [ 120 ] [ 121 ] [ 122 ] |
| 2015/12/28 | 28.8     | 17.55             |                     | [ 122 ]                 |
| 2015/12/31 | 28.8     | 32.3              | 历史新高            | [ 123 ]                 |
| 2016/1/1   | 28.8     | 41                | 历史新高            | [ 123 ]                 |
| 2016/1/2   | 28.8     | 30.74             |                     | [ 124 ]                 |
| 2016/1/3   | 28.8     | 23.8              |                     | [ 124 ]                 |
| 2016/2/27  | 28.8     | 27.57             |                     | [ 125 ]                 |
| 2016/10/1  | 28.8     | 38.3              | 历史第二            | [ 126 ]                 |
| 2016/11/20 | 28.8     | 34.12             |                     | [ 127 ]                 |
| 2016/12/31 | 28.8     | 43.04             | 历史新高            | [ 128 ] [ 129 ]         |
| 2017/8/18  | 48.4     | 33.25             | 2号线首通段中午开通 | [ 130 ]                 |
| 2017/8/19  | 48.4     | 35.54             |                     | [ 130 ]                 |
| 2017/8/20  | 48.4     | 32.46             |                     | [ 130 ]                 |
| 2017/10/1  | 48.4     | 54.27             | 历史新高            | [ 131 ]                 |
| 2017/12/31 | 48.4     | 65.84             | 历史新高            | [ 129 ] [ 132 ]         |
| 2018/10/1  |          | 64.11             | 历史第二            | [ 133 ]                 |

| 日期       | 运营天数 | 客运量 （万人次） | 备注         |         |
| ---------- | -------- | ----------------- | ------------ | ------- |
| 2015/12/26 | 1        | 24.7              | 10:58运营    | [ 119 ] |
| 2015/12/30 | 5        | 100               | 下午4:45破百 | [ 122 ] |
| 2016/4/3   | 100      | 2037.3            |              | [ 134 ] |
| 2016/9/28  | 278      | 5737.02           |              | [ 135 ] |
| 2016/12/25 | 365      | 8000              | 近8000       | [ 136 ] |
| 2016/12/31 | 372      | 8120.12           |              | [ 137 ] |
| 2017/3/21  | 452      | 10020             |              | [ 138 ] |
|            |          |                   |              |         |

|      |               |                   |            |                   |                       |                   |                           |                              |                              | 车站最高日客运量        | 车站最高日客运量 | 车站最高日客运量 |         |
| 年度 | 运营线 路条数 | 运营里程 （公里） | 运营车站数 | 客运量 （万人次） | 日均客运量 （万人次） | 进站量 （万人次） | 客运周转量 （万人次公里） | 客运强度 （万人次/ 公里·日） | 线路最高 日客运量 （万人次） | 最高日乘降量 （万人次） | 发生车站         | 发生日期         |         |
| ---- | ------------- | ----------------- | ---------- | ----------------- | --------------------- | ----------------- | ------------------------- | ---------------------------- | ---------------------------- | ----------------------- | ---------------- | ---------------- | ------- |
| 2015 | 1             | 28.8              | 24         | 140               | 23                    | 139               | 1006                      | 0.81                         | 32.3                         |                         | 八一广场         | 2015/12/31       | [ 142 ] |
| 2016 | 1             | 28.8              | 24         | 7888.1            | 21.6                  | 7979.7            | 58929.3                   | 0.75                         | 43.0                         | 9.88                    | 八一广场         | 2016/12/31       | [ 143 ] |
| 2017 | 2             | 48.5              | 40         | 10976.2           | 30.1                  | 10347.0           | 81271.4                   | 0.62                         | 55.1                         | 12.6                    | 地铁大厦         | 2017/12/31       | [ 144 ] |
| 2018 | 2             | 48.5              | 40         | 14175.8           | 38.8                  | 12368.0           | 104913.5                  | 0.80                         | 54.9                         | 14.56                   | 地铁大厦         | 2018/10/20       | [ 145 ] |
| 2019 | 2             | 60.4              | 50         | 17502.1           | 48.0                  | 14583.8           | 124999.4                  | 0.80                         | 62.7                         | 21.25                   | 八一广场         | 2019/10/1        | [ 146 ] |
| 2020 | 3             | 88.9              | 70         | 13593.1           | 50.8                  | 13567.4           | 93050.5                   | 0.57                         | 74.5                         | 23.38                   | 地铁大厦         | 2020/12/31       | [ 148 ] |
| 2021 | 4             | 128.5             | 94         | 25970.3           | 88.2                  | 16939.4           | 165268.3                  | 0.69                         | 74.4                         | 25.78                   | 八一馆           | 2021/12/31       | [ 150 ] |
| 2022 | 4             | 128.5             | 94         | 23908.94          | 65.50                 | 14166.02          | 139425.83                 | 0.51                         | 57.92                        | 19.89                   | 八一广场         | 2022/10/1        | [ 152 ] |
| 2023 | 4             | 128.5             | 94         | 38054.70          | 104.26                | 22822.60          | 231410.00                 | 0.81                         | 114.30                       | 54.79                   | 地铁大厦         | 2023/12/31       | [ 154 ] |
| 2024 | 4             | 128.5             | 94         | 43895.36          | 119.93                | 26247.06          | 258722.55                 | 0.93                         | 108.75                       | 44.75                   | 地铁大厦         | 2024/10/01       | [ 156 ] |

## 车票

### 支付方式
可使用交通联合卡、银联闪付；以及云闪付、鹭鹭行APP扫码支付费用。

### 票价
2015年11月3日南昌市物价局关于召开“南昌市制定轨道交通票价听证会”的公告，公布两套起步2元的按照距离计算票价的方案，随后确认采用方案二。
根据该方案，南昌轨道交通票制采用计程票制按里程分段计价，依照“分级递进、递远递减”的原则，起步价为2元，起步6公里，6-12公里每增1元可乘里程为6公里，12-28公里每增1元可乘里程为8公里，28公里以上每增1元可乘里程为10公里。
| 2元 6 km3元 +6 km4元 +8 km5元 +8 km6元 +10 km+1元 +10 km \| \| \| \| \| \| \| |  |  |  |  |  |
|                                                                               |  |  |  |  |  |

### 优惠政策
（一）持“洪城一卡通”储值卡乘坐地铁，可享受单程票价9折优惠。
（二）南昌轨道交通线网覆盖范围内县区的全日制普通中小学生、全日制中等职业学历教育学校（含民办学校）在校学生，凭洪城一卡通公司核发的“学生卡”乘坐地铁享受6折优惠。
（三）凡年满65周岁以上（含65周岁）的老年人，凭洪城一卡通公司核发的“老年卡”全时段免费乘车。
（四）伤残军人凭《中华人民共和国残疾军人证》、伤残人民警察凭《中华人民共和国伤残人民警察证》、现役军人凭中国人民解放军（武装警察部队）军官证、文职干部证至洪城一卡通公司办理“军人卡”，凭洪城一卡通公司核发的“军人卡”免费乘车。
（五）持《中华人民共和国残疾人证》的重度残疾人（1-2级）、盲人（1-3级）凭洪城一卡通公司核发的“公益卡”免费乘车。

### 洪城一卡通
为了方便公交接缝，江西省洪城一卡通投资有限公司进行了股权调整，南昌轨道交通集团成为第二大股东，为一卡通进地铁做好准备。

## 相关趣闻
原标志和沈阳地铁以及原哈尔滨轨道交通的标志相似。
部分地方的征地拆迁标语使用了南昌话。
1号线通车后英文站名被人指出译法有问题，地铁方面为此做出相关解释。

## 外部連結
- 南昌地铁的新浪微博
- 大江網專題
- 今视网专题
- 新華網
- 騰訊網
- 新浪網
- 地铁一号线正式开通、（页面存档备份，存于） 南昌地铁_江西站_新浪网 （页面存档备份，存于）、（页面存档备份，存于） 【专题】终于等到你 南昌地铁一号线全攻略-中国江西网 （页面存档备份，存于）